# Torres Vedras
Torres Vedras es una ciudad portuguesa del distrito de Lisboa. perteneciente a la comunidad intermunicipal del Oeste y 
a la región Oeste e Vale do Tejo. Su nombre deriva del latín y significa 'Torres Viejas' (de la misma forma que Pontevedra significa 'Puente Viejo').
Es sede del mayor municipio de la región Oeste y del distrito de Lisboa con 405,89 km² de área y 83 075 habitantes (2021), subdividido en trece freguesias. El municipio limita al norte con el de Lourinhã, al nordeste con Cadaval, al este con Alenquer, al sur con Sobral de Monte Agraço y Mafra y al oeste con el litoral del océano Atlántico. Torres Vedras posee la categoría de ciudad desde el 2 de marzo de 1979.

## Historia
Situado en la región occidental de Portugal, el territorio de Torres Vedras está poblado desde la antigüedad. Yacimientos recientes confirman asentamientos de comunidades de recolectores, cazadores, agricultores y metalúrgicos, las cuales dieron paso posteriormente a griegos y romanos.
El nombre original del lugar se esconde en el misterio más profundo, que parece identificarse con Chretina. Pero cualquiera que haya sido la fijación de fecha nombre Turres Veteras> Torres Vedras, esto recuerda las viejas torres, porque el viejo, su primitiva fortificación, probablemente incluso construidos en la época romana.
Alfonso I de Portugal reconquistó la plaza en el año 1147. Durante el reinado de Sancho I (1185-1211), le fue concedida la primera organización municipal. Sin embargo, sólo el 15 de agosto de 1250, Alfonso III de Portugal, apodado el Borgoñés, dotó a los hombres y vasallos de la villa de un Fuero. Durante el siglo XIII, la ciudad experimentó un gran crecimiento.
En 1809 y 1810, en el marco de la guerra Peninsular o de Independencia contra los invasores franceses, el general inglés Arthur Wellesley (luego Duque de Wellington) hizo que se construyera un conjunto de fortificaciones conocido como Líneas de Torres Vedras. Estas fortificaciones trataban de proteger a la ciudad de Lisboa de un previsible ataque francés y, secundariamente, de favorecer un puerto seguro para reembarcar a  las tropas expedicionarias británicas, en caso de necesidad. Constaban de tres líneas paralelas que cruzaban la península lisboeta (entre el estuario del Tajo y el océano Atlántico). La primera línea a la altura de Torres Vedras, la segunda, a la altura de Mafra, y la tercera rodeaba la ciudad de Lisboa.

## Demografía
| Gráfica de evolución demográfica de Torres Vedras entre 1849 y 2021 |
|                                                                     |
| Datos según el nomenclátor publicado por el INE portugués.          |

## Organización territorial
El municipio de Torres Vedras está formado por trece freguesias:
- A dos Cunhados e Maceira
- Campelos e Outeiro da Cabeça
- Carvoeira e Carmões
- Dois Portos e Runa
- Freiria
- Maxial e Monte Redondo
- Ponte do Rol
- Ramalhal
- Santa Maria, São Pedro e Matacães
- São Pedro da Cadeira
- Silveira
- Turcifal
- Ventosa

## Turismo
En el año 2012 Torres Vedras recibió el premio QualityCoast de oro por sus esfuerzos por convertirse en un destino turístico sostenible. Gracias a este premio Torres Vedras ha sido seleccionado para ser incluido en el atlas global del turismo sostenible, DestiNet.